# Norte Teatro Escola do Pará
O Norte Teatro Escola do Pará foi um grupo pioneiro de teatro brasileiro, responsável pela primeira montagem no país da obra Morte e Vida Severina, com autorização do autor João Cabral de Mello Neto, e premiado no Festival de Teatro Estudantil do Brasil, no final da década de 1950.
O grupo, fundado em 1957, foi o núcleo do que hoje é a Escola de Teatro e Dança da Universidade Federal do Pará.